# Braddock Road (Metro de Washington)
Braddock Road es una estación elevada en la línea Amarilla y la línea Azul del Metro de Washington, administrada por la Autoridad de Tránsito del Área Metropolitana de Washington. La estación se encuentra localizada entre Braddock Road y North West Street en Alexandría en Virginia.

## Conexiones
- WMATA Metrobus
- DASH